# Eszperantó-forrás (Kaposvár)
Eszperantó-forrás – Spanyol-forrás néven van egy forrás Kaposvár mellett. Eszperantó-forrás néven Magyarországon még legalább öt másik forrás is létezik – Nagybakónaknál kettő, Piliscsévnél, Lillafürednél és Dombóváron, de a piliscsévi viseli legrégebb óta ezt az elnevezést. A piliscsévi forrás elnevezése egy spontán folyamatot indított el, az eszperantó forráskultuszt.

## Fekvése
Kaposszerdahelytől északkelet felé 2,14 kilométer, Zselickislaktól északnyugat felé 2,30 kilométer, Kaposvár-Töröcskétől észak felé 2,74 kilométer, a Töröcskei-tó és parkerdőben. (Google térképen: Eszperantó-forrás - Kaposvár, GPS 46° 19.8670', 17° 47.0260')

## Története
A Kinizsi és Meteor TE sportegyesületek, a Somogy Megyei Természetbarát Szövetség támogatásával, 1983-ban hozták létre Eszperantó-forrás néven. Borsos András és Gulyás István sporttársak voltak a létesítmény kivitelezői. Vukov Péter és Szilágyi Dezső eszperantisták kezdeményezték, javasolták az Eszperantó-forrás elnevezést.  A Töröcskei-turista Emlékhely része a forrás, minden évben erre vezet a Megyei Turista Szövetség hagyományőrző  emléktúrája. A Spanyol-forrás elnevezés eredete nem tisztázott, de a forrás Eszperantó-forrás (Spanyol-forrás) néven ismert. Egy 2010-ben készült felmérés alapján a forrás kiapadt, beomlott. A forrás mellé helyezett zöld kőről nincs információ 2022-ben.